# Ministeria quaedam
Ministeria quaedam ist der Titel eines Motu proprio, das Papst Paul VI. am 15. August 1972 erließ. Er schaffte die Spendung der niederen Weihen sowie der höheren Weihe zum Subdiakon und die daraus folgenden Weihestufen im römischen Ritus ab und regelte die Bestimmungen zu den liturgischen Diensten des Lektors und des Akolythen neu.

## Ausgangssituation
Im römischen Ritus wurden den Priesteramtskandidaten vor Erlass des apostolischen Schreibens Ministeria quaedam verschiedene Dienste und Aufgaben als Hinführung zum Priestertum nacheinander übertragen. Dabei handelte es sich zunächst um die sogenannten niederen Weihen: Ostiarier, Lektor, Exorzist und Akolyth. Nach dem Empfang der niederen Weihen wurden den Kandidaten nach jeweiliger Zulassung die höheren Weihen gespendet, zum Subdiakon, zum Diakon und zum Priester.

## Inhalt
Ausgehend von der Konstitution Sacrosanctum Concilium des Zweiten Vatikanischen Konzils führte der Papst aus, dass alle Gläubigen zur vollen, bewussten und tätigen Teilnahme an den liturgischen Feiern geführt werden sollten.
Die bisher in den niederen Weihen ausgeübten Dienste sowie die Dienste des Subdiakons sollten vollständig erhalten bleiben, aber in nun nur noch zwei Diensten zusammengefasst werden: dem des Lektors und des Akolythen. Zur Kennzeichnung, dass diese nun allen männlichen Laien, nicht nur den Weihekandidaten, offenstehen sollten, wurde die Bezeichnung als „Weihe“ hierfür abgeschafft und durch die bischöfliche „Beauftragung“ ersetzt.
Der Subdiakonat wurde in der ordentlichen Form des römischen Ritus abgeschafft. Die Aufnahme in den Klerikerstand erfolgte fortan mit der Diakonenweihe:

„Auf diese Weise erscheint auch klarer der Unterschied zwischen Klerikern und Laien, zwischen dem, was dem Kleriker eigen und vorbehalten ist, und dem, was den Laien übertragen werden kann. Ebenso tritt auch die wechselseitige Beziehung zwischen ihnen deutlicher hervor, insofern sich das gemeinsame Priestertum der Gläubigen und das Priestertum des Dienstes, das heißt das hierarchische Priestertum, zwar dem Wesen und nicht bloß dem Grade nach unterscheiden. Dennoch sind sie einander zugeordnet: das eine wie das andere nämlich nimmt auf je besondere Weise am Priestertum Christi teil.“

## Einzelregelungen
Mit Ministeria quaedam verfügte der Papst unter Aufhebung entgegenstehenden Rechts im Einzelnen:
I. Die Erteilung der ersten Tonsur als Eintritt in den Klerikerstand wurde abgeschafft. Fortan ist Kleriker nur noch, wer die Diakonenweihe empfangen hat.
II. Was bisher als niedere Weihen bezeichnet wurde, soll in Zukunft die Bezeichnung Dienste erhalten.
III. Die Dienste können auch Laien übertragen werden und bleiben nicht mehr nur den Weihebewerbern vorbehalten.
IV. Es gibt nur noch zwei Dienste, den des Lektors und den des Akolythen. Die Aufgaben des Subdiakons werden diesen beiden Diensten zugewiesen.
V. Der Lektor hat in liturgischen Feiern folgende Aufgaben:
- das Vorlesen der Lesungen, nicht aber des Evangeliums
- bei Fehlen eines Vorbeters das Vorsingen des Psalms zwischen den Lesungen
- bei Fehlen eines Vorbeters oder Diakons auch das Vorlesen der Fürbitten und die Leitung des Gesangs und die Lenkung der Teilnahme der Gläubigen beim würdigen Empfang der Sakramente
- die Anleitung anderer, die vorübergehend mit Lektorenaufgaben betraut werden sollen

Der Lektor soll daher intensive Kenntnis der Heiligen Schrift haben und sie lieben.
VI. Der Akolyth hat in liturgischen Feiern folgende Aufgaben:
- Helfer des Diakons und Altardiener
- außerordentlicher Beauftragter (Minister extraordinarius) zur Austeilung der heiligen Kommunion, wenn ordentliche Kommunionspender (Priester und Diakon) in ausreichender Zahl fehlen oder die ordentlichen Spender körperlich nicht in der Lage sind, die Kommunion auszuteilen
- Aussetzung des Altarsakraments zur Anbetung und Zurückbringen in den Tabernakel, nicht aber die Spendung des eucharistischen Segens
- Vorbereitung anderer Gläubiger, die den Altardienst ausüben

Der Akolyth soll sich alles aneignen, was mit dem Gottesdienst in Zusammenhang steht, „um sich täglich ganz Gott darzubringen und allen in der Kirche ein Beispiel der Würde und Ehrfurcht zu geben“
VII. Die Einsetzung zu Lektoren und Akolythen bleibt gemäß alter Tradition der Kirche den Männern vorbehalten.
VIII. Voraussetzung für die Übernahme eines Dienstes ist ein schriftliches Gesuch an den zuständigen Ortsbischof oder Ordensoberen, entsprechendes Alter und der feste Entschluss, Gott und dem Gottesvolk in Treue zu dienen.

## Rolle der Frau
Unmittelbar nach Veröffentlichung des apostolischen Schreibens wurde in der Presse diskutiert, ob durch die Neuregelung, insbesondere durch die Vorschrift, die Einsetzung zum Lektor oder zum Akolythen nur Männern vorzubehalten, Frauen von der aktiven Teilnahme an Dienstämtern der Laien in der Liturgie ausgeschlossen würden. L’Osservatore Romano erklärte zu dieser Frage am 6. Oktober 1972:

„Bezüglich der Ausübung liturgischer Dienste durch Frauen hat das Motu Proprio Neuerungen nicht beabsichtigt; man hat sich an die bisher geltenden Normen gehalten. Übrigens wäre es nicht opportun, vorwegzunehmen oder zu präjudizieren, was in Zukunft einmal bestimmt werden könnte, wenn die Frage der Teilnahme der Frau am kirchlichen Gemeinschaftsleben erörtert ist […]
Wie schon P. Dezza auf der Pressekonferenz vom 14. September 1972, auf der er die beiden päpstlichen Dokumente vorgestellt hat, ausdrücklich erklärte, hindert nichts daran, dass weiterhin Frauen mit dem amtlich-öffentlichen Vorlesen während des Gottesdienstes beauftragt werden […] noch ist für diesen Dienst eine förmliche und kanonische Einsetzung (institutio) von seiten des Bischofs erforderlich. Die Bischöfe können ferner gemäß den geltenden Normen vom Heiligen Stuhl die Vollmacht erbitten, dass auch Frauen als außerordentliche Spender die heilige Kommunion austeilen.“

Im Schlussdokument der Amazonassynode von 2019 wird der Papst ersucht, die Beauftragung von Frauen als Akolythinnen und Lektorinnen zu erlauben. Diesem Ersuchen hat Papst Franziskus am 10. Januar 2021 mit dem Motu Proprio Spiritus Domini stattgegeben.